# Anna Záborská
Anna Záborská (née le 7 juin 1948 à Zurich) est une femme politique slovaque, membre du Mouvement chrétien-démocrate (KDH). 
De 2004 à 2019, elle est députée européenne, membre du Groupe du Parti populaire européen (PPE), le plus grand des sept groupes politiques du Parlement européen, qui est lié au Parti populaire européen (PPE).

## Biographie

### Études
De 1966 à 1972, elle a étudié la médecine à l'Université Comenius à Martin (Slovaquie) (Turčiansky Svätý Martin). 
Elle parle allemand, anglais, français, italien, russe, slovaque et tchèque.

### Carrière professionnelle
Elle a travaillé de 1972 à 1988 en tant que médecin à Žilina, Béjaïa (Algérie) et Prievidza.

### Carrière politique
Son engagement politique a été très largement influencé par son père, le médecin Anton Neuwirth (en) (1921-2004). Ce dernier a été un activiste de l'Action catholique fait prisonnier politique, qui, à sa libération, est devenu Député, candidat à l'élection présidentielle, membre honoraire du KDH et enfin, Ambassadeur de Slovaquie auprès du Vatican, le Saint-Siège.
En tant que membre du Mouvement chrétien démocrate (KDH), elle était vice-présidente chargée des relations internationales (1999-2000). De 1998 à 2004, elle a été membre du Conseil national de la République slovaque (Národná rada), où elle s'est principalement consacrée à l'Assemblée parlementaire paritaire UE-Slovaquie.
En 2003, elle a été nommée observatrice au Parlement européen (PE).
En 2004, elle a été élue Députée européenne. À la suite de cette élection, et durant toute la législature, elle devient Présidente de la Commission des Droits de la Femme et de l'égalité des genres, membre de la Commission du Développement, membre de la Délégation de l'Assemblée parlementaire paritaire ACP-UE (Afrique, Caraïbes, Pacifique).
En 2009, elle a été réélue au Parlement européen. Elle reste membre des mêmes Commissions parlementaires, auxquelles s'ajoutent la Délégation parlementaire avec le Canada et la Commission spéciale sur le Crime organisé, la corruption et le blanchiment d'argent.
En 2014, elle est élue pour la troisième fois au Parlement européen. Elle reste membre des  Commissions pour les Droits de la Femme, le Développement, la Délégation de l'Assemblée parlementaire paritaire ACP-UE et devient membre de la Commission Industrie, Recherche et Énergie.
Parmi ses travaux, elle a été rapporteur des rapports parlementaires suivants : sur les femmes et la pauvreté dans l'Union européenne (A6-0273/2005, 22 septembre 2005), sur l'approche intégrée de l'égalité des femmes et des hommes dans le cadre des travaux des Commissions (A6-0478/2006, 22 décembre 2006), sur la non-discrimination basée sur le sexe et la solidarité entre les générations (A6-0492/2008, 10 décembre 2008), sur l'approche intégrée de l'égalité entre les hommes et les femmes dans le cadre des travaux des commissions et des délégations (A6-0198/2009, 02 Apr 2009)
En avril 2010, avec le député italien Tiziano Motti (it), elle a effectué une déclaration écrite du Parlement européen (P7_TA(2010)0247) demandant au Conseil de l'UE ainsi qu'à la Commission européenne d'étendre la Directive 2006/24/EC Directive 2006/24/EC afin de mettre sur pied un système d'alerte rapide européen (SARE) permettant de combattre la pédophilie et les auteurs de harcèlement sexuels En juin 2010, ce texte a été voté et adopté par le Parlement européen (par 371 Députés sur 732).
Anna Záborská est également une voix influente du mouvement pro-vie défendant le droit à la vie. En 2011, elle s'est exprimée lors de la Marche pour la vie (Washington, DC). Le 22 décembre 2013, elle a été la seule personnalité politique invitée à s'exprimer lors de la Marche pour la Vie à Košice.
En septembre 2014, elle a nommé Louis Raphaël Ier Sako (Patriarche de Babylone des Chaldéens) en tant que candidat au Prix Sakharov 2014 pour la liberté de penser.
Elle est à l'initiative en 2020 d'une loi, adoptée par le Parlement, visant à restreindre le droit à l’avortement.

### Vie privée
Elle est mariée à l'architecte Vladimir Záborský. Ils ont deux enfants : Veronika (1973, vit à Rome) et Eva (1976, vit à Bojnice).